# Азиатский бекас
Азиатский бекас (лат. Gallinago stenura) — вид птиц из семейства бекасовые.

## Распространение
Перелётные птицы. Размножаются в болотах и тундрах северной России, а затем летят на юг, в регионы Азии от Пакистана до Индонезии. Чаще всего зимуют на Индийском субконтиненте, Шри-Ланке и в большей части Юго-Восточной Азии. Залёты происходят в Австралию и Кению.

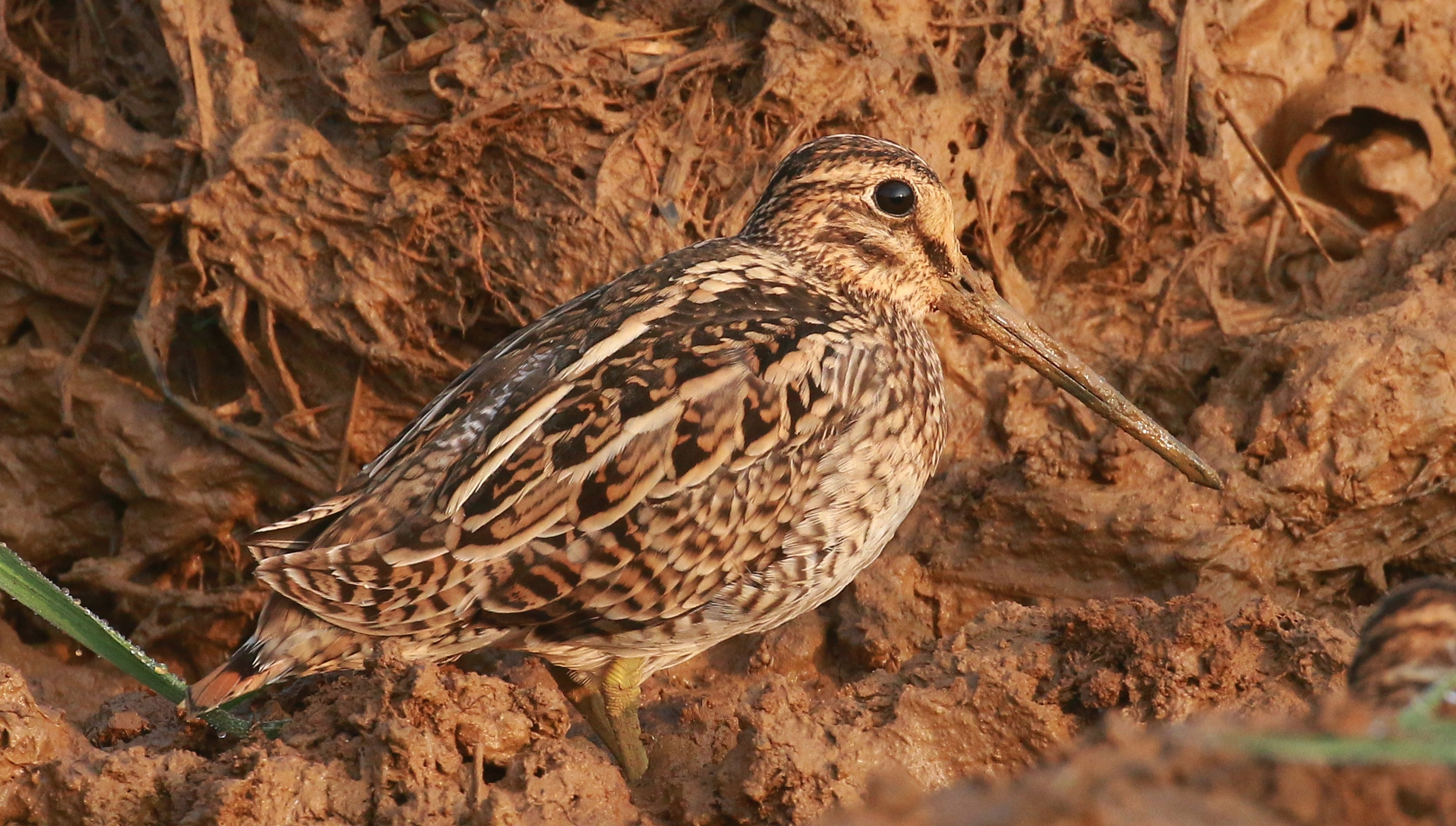

## Описание
Длина представителей данного вида составляет 25—27 см. Половой диморфизм отсутствует, неполовозрелые особи отличаются только небольшими деталями оперения.
Токует как в воздухе, так и сидя на вершине сухого дерева. Воздушный ток представляет собой многократное «чик-чик-чик-чик». При пикировании токование прерывается, вибрация перьев производит звук, похожий на рёв реактивного самолёта.

## Биология
Гнездятся в укромных местах на земле. Питаются в основном насекомыми и червями, но также небольшим количеством растительного материала.